# دم فرنسي (فلم)
دم فرنسي (بالإنجليزية: French Blood) وإسمه الأصلي هو "فرنسي (بالفرنسية: Un Français) هو فيلم تم إنتاجه في فرنسا وصدر سنة 2015 بطولة ألبان لينوار.

## القصة
ماركو لوبيز نازي سابق يحاول التخلص من ماضيه العنصري والعنيف وبدأ حياة جديدة

## الميزانية الإيرادات
كلف الفيلم 4 ملايين دولار وحقق أرباح تقدر بـ 305.000 دولار فقط.

## وصلات خارجية
مقالات تستعمل روابط فنية بلا صلة مع ويكي بيانات